# Islisberg
Islisberg (schweizertyska: Islischbärg) är en ort och kommun i distriktet Bremgarten i kantonen Aargau, Schweiz. Kommunen har 690 invånare (2023).